# Dendropsophus walfordi
Espèce
Synonymes
- Hyla walfordi Bokermann, 1962

Statut de conservation UICN

 LC  : Préoccupation mineure
Dendropsophus walfordi est une espèce d'amphibiens de la famille des Hylidae.

## Répartition
Cette espèce se rencontre en Amérique du Sud : Au Suriname, en Guyane, au Brésil et en Bolivie.

## Habitat
Cette espèce se rencontre dans les milieux ouverts humides, tels que les savanes inondées et les marais. 

## Étymologie
Cette espèce est nommée en l'honneur de Roy Lee Walford (1924–2004).

## Publication originale
- Bokermann, 1962 : Cuatro nuevos hylidos del Brasil (Amphibia, Salientia, Hylidae). Neotropica, vol. 8, p. 81-91.